# La guerra che verrà
La guerra che verrà, ripubblicato nel 2011 con il titolo Il domani che verrà (titolo originale Tomorrow, When the War Began) è il primo libro tratto dalla saga Tomorrow series scritta dall'australiano John Marsden. Tutti e sette i libri hanno avuto un grandissimo successo, infatti sono stati tradotti in più di dieci lingue e sono state stampate anche le edizioni scolastiche.

In Italia è stato tradotto soltanto il primo libro della saga. Il libro è stato pubblicato dalla Fazi Editore nel 2011.

## Titoli di tutti i libri della saga
La saga Tomorrow è composta da sette libri e da altri tre che fanno parte de "Le cronache di Ellie" (In inglese Ellie's Chronicles) che raccontano le vicende della protagonista Ellie durante il dopoguerra.
Tomorrow series:
- Tomorrow, When the War Began
- The Dead of the Night
- The Third Day, the Frost (In America con il titolo "A Killing Frost")
- Darkness be my Friend
- Burning for Revenge
- The Night is for Hunting
- The Other Side of Dawn

Ellie's Chronicles:
- While I live
- Incurable
- The Circle of Flight

## Trama del primo libro
Ellie va in campeggio insieme ai suoi amici Corrie, Fiona, Robyn, Lee, Homer e Kevin per trascorrere le vacanze. La meta è un bosco chiamato Hell ("Inferno") perché, nonostante sia un posto bellissimo, nessuno lo visita a causa di vecchie leggende. I ragazzi si divertono e parlano di progetti futuri e aspirazioni. Una notte, però, Ellie sente dei rumori provenienti dall'alto: sono degli aerei senza luci che volano a bassa quota. Il giorno dopo i ragazzi discutono dell'accaduto, prendendo la cosa con leggerezza o almeno senza avanzare sospetti.
Dopo i cinque giorni in montagna, i sette amici tornano a casa di Ellie. Tutto è deserto: la sua famiglia è scomparsa e gli animali sono in gravissime condizioni. Qualcosa di grave è successo, ma nessuno riesce a capire cosa. Senza perdersi d'animo si dirigono verso casa di Homer per vedere se la situazione è la stessa e con gran dispiacere notano che anche lì non c'è nessuno: non c'è neanche corrente e il telefono non funziona. Dopo aver controllato casa di Corrie e aver letto il fax che suo padre ha mandato si rendono conto che è iniziata una guerra e che i loro parenti, i loro amici e tutti gli abitanti di Wirrawee sono stati catturati e si trovano sotto il dominio degli invasori stranieri. Ellie e i suoi amici cominciano a studiare ogni mossa per poter attaccare e ritornare alle loro vecchie vite.
Si rifugiano temporaneamente all'"Inferno", il posto più sicuro che conoscono.
Nei libri successivi della saga i ragazzi si organizzano per combattere l'avanzata del nemico.

## Personaggi protagonisti
- Ellie Linton: essendo figlia unica e avendo vissuto in una fattoria, è facile immaginare come Ellie sia cresciuta forte e determinata. Spesso vista come un'ostinata dalle persone accanto a lei, l'audacia di Ellie e la sua personalità la portano spesso ad avere problemi con i suoi amici e a mettere in pericolo la sua vita. Ognuno di noi ha i suoi pregi e i suoi difetti e anche Ellie ovviamente ha i suoi. La sua lealtà verso gli amici, l'amore per la famiglia, l'intelligenza e l'ingenuità sono soltanto alcuni. L'esperienza di Ellie è servita a farla maturare, dalle sue semplici origini a una vera leader.
- Homer Yannos: proviene da una famiglia di campagna in Grecia ed è figlio più piccolo di George Yannos. Spesso viene visto come un immaturo e un narcisista ma in realtà Homer è leale, gentile e furbo. Homer è molto forte sia dal punto di vista fisico sia da quello della personalità. Una delle costanti della vita di Homer è la competizione con la sua migliore amica Ellie. Sono in continua sfida e lo sono stati anche in passato. Allo stesso tempo, però, Ellie è la migliore amica che ha, qualcuno che lo rispetta e lo ammira, cosa che lui ricambia.
- Fiona "Fi" Maxwell: è graziosa e timida. Nei momenti di pericolo Fi sembra essere quella che ha più paura di tutti ma a volte sa anche essere la più coraggiosa. Nonostante dimostri sempre il suo timore continua ad andare avanti proprio quando tutti gli altri pensano di mollare.
- Lee Takkam: è il figlio più grande di una famiglia di immigrati ed un amabile, passionale, apprensivo, talentuoso giovane uomo. Una situazione difficile, però, fa sì che Lee perda il controllo: a volte diventa aggressivo, feroce, omicida e imprevedibile. Prima dell'arrivo della guerra Lee aveva due grandi passioni: la musica e i film. Un grande aspetto della sua personalità è l'orgoglio ma, d'altro canto, la vergogna. Lee si vergogna del suo paese, di quello che è successo a lui e alla sua famiglia. Vuole che tutto ritorni indietro, per far guerra agli invasori e fare la differenza. In Lee lo stimolo per la distruzione e l'istinto di sopravvivenza sono in continua lotta.
- Robyn Mathers: è figlia unica di una famiglia molto religiosa. È una ragazza molto tranquilla che adora la competizione e vincere nelle cose in cui è la migliore. Le sue azioni in difesa degli amici quando il mondo sembra cadergli addosso fanno capire quanto sia forte interiormente. La sua principale caratteristica è la fiducia, una forza interiore che fa sì che il suo essere Cattolica la mandi avanti anche nel bel mezzo di una guerra.
- Corrie Mackenzie: è la migliore amica di Ellie, la compagna senza la quale non avrebbe condiviso nessuna cosa sin da quand'era piccola, ma soprattutto senza la quale non avrebbe neanche sognato le loro vite da adulte. Corrie spesso mostra una grande determinazione, è molto sveglia ma la sua tenacia con l'avanzare degli invasori verrà messa a dura prova. Alla fine Corrie trova la forza dentro di sé, senza lasciar che le paure prendano il sopravvento su di lei.
- Chris Lang: trova il valore dell'amicizia che gli è venuto sempre a mancare quando si unirà al gruppo. Descritto come un ragazzo basso e solitamente ribelle, Chris è una persona che non si preoccupa di ciò che gli sta intorno. Riconosciuto come una mente brillante da tutti a scuola, non ha mai voluto applicarsi per mancanza di voglia. A volte sembra non riuscire ad entrare in sintonia con gli altri ragazzi del gruppo. È isolato, depresso – circondato da persone che vogliono aiutarlo – e cerca di evitarli rifugiandosi nei suoi pensieri, nel mondo della droga e dell'alcol, depressione e poesia. Ma a volte questa depressione verrà sconfitta dalle iniziative dei suoi amici.
- Kevin Holmes: è il ragazzo di Corrie ed è considerato il più "rurale" di tutti loro. Orgoglioso di aver avuto una vita molto semplice a Wirrawee e non favorevole ai cambiamenti, Kevin avrà una reazione emotiva sorprendente dovuta alla guerra. È leggermente aggressivo e arrogante ma sa essere responsabile di fronte al pericolo, e quando si presenta l'opportunità dimostra a se stesso che ha la forza per affrontare tutto.

## Film della saga
A luglio 2009 è stato annunciato che il primo libro della saga di Tomorrow diventa un film, dal titolo Il domani che verrà - The Tomorrow Series. Il regista è Stuart Beattie.
Le riprese sono iniziate nel 2009 e il film è stato distribuito dalla Paramount.
In Italia, invece, il film è stato distribuito da Eagle Pictures ed è uscito nelle sale il 4 novembre 2011.

### Location
Tutte le location sono situate nella regione Hunter Valley, Australia.
Per Wirrawee si è scelto di filmare nei paesi Raymond Terrace e Dungog; per le principali scene di azione, invece, il film è ambientato a Maitland; mentre per l'Inferno sono state scelte le Blue Mountains.

## Serie tv della saga
A seguito della cancellazione del sequel del film, viene deciso di trasportare la saga in serie TV.
Dal 17 agosto al 16 ottobre 2015 si sono tenute le riprese della prima stagione (composta da 6 episodi), tratta dal primo romanzo della serie e con un nuovo cast. La serie debutterà il 23 aprile su ABC3.